# 大平山元I遺跡
大平山元Ⅰ遺跡（おおだいやまもといちいせき）は、青森県東津軽郡外ヶ浜町にある旧石器時代終末期から縄文時代草創期の遺跡である。2013年（平成25年）3月27日付で国の史跡に指定された。指定名称は「大平山元遺跡（おおだいやまもといせき）」。2021年（令和3年）7月27日、「北海道・北東北の縄文遺跡群」として世界文化遺産に登録された。出土品は国の重要文化財への指定が答申されている（官報告示を経て正式指定となる）。

## 概要
1975年（昭和50年）とその翌年に青森県立郷土館により、1998年（平成10年）に民家の建て替え工事に伴い旧蟹田町教育委員会により発掘調査されている。旧蟹田町教育委員会が行った発掘調査で出土した縄文土器は世界の中で最も古いものの一つではないかとされるものがある。
縄文土器に付着した炭化物のAMS法による放射性炭素年代測定法の算定で15,500-16,500年前（暦年較正年代法による）のものである可能性があるとされる。また、旧石器時代の性格を示す石鏃も世界でもっとも古いもので、これは世界で最も古い弓矢の使用を示す。
外ヶ浜町山元地区にはⅠ〜Ⅳ遺跡、墓地公園遺跡などいくつもの縄文遺跡が発見されているが、このうち本遺跡は縄文時代草創期のものである。これらから出土した石器や土器は、大山小学校跡の大山ふるさと資料館から、む～もん館に移設保存されて自由に見学ができるようになっている。
大平山元Ⅰ遺跡からは石斧や石核、石鏃などの石器も発掘されている。ほとんどの石器の材料は地元の川から採れる頁岩からできているが、中には青森県西津軽郡鰺ヶ沢町から運ばれてきた黒曜石からできている石器もある。
土器はすべて小破片で形の分かるものはないが、文様はなく平らで角張った底の土器である。土器の内側には炭化物が付着しており、食料の煮炊きに使ったものであることが分かる。発見当時、これは世界でもっとも古い煮炊きの痕の一つとみなされた。（その後2012年に、中国で1万9千～2万年前のものではないかとみられる、焦げ痕のある土器がみつかっている。）
現在は民家と民家の間に挟まれた狭い空き地にある。田の近くにあるため、縄文時代には湿地帯のすぐ近くの小高い場所だったとされる。
2024年4月26日、遺跡隣接地にガイダンス施設の「む～もん館」がオープンした。

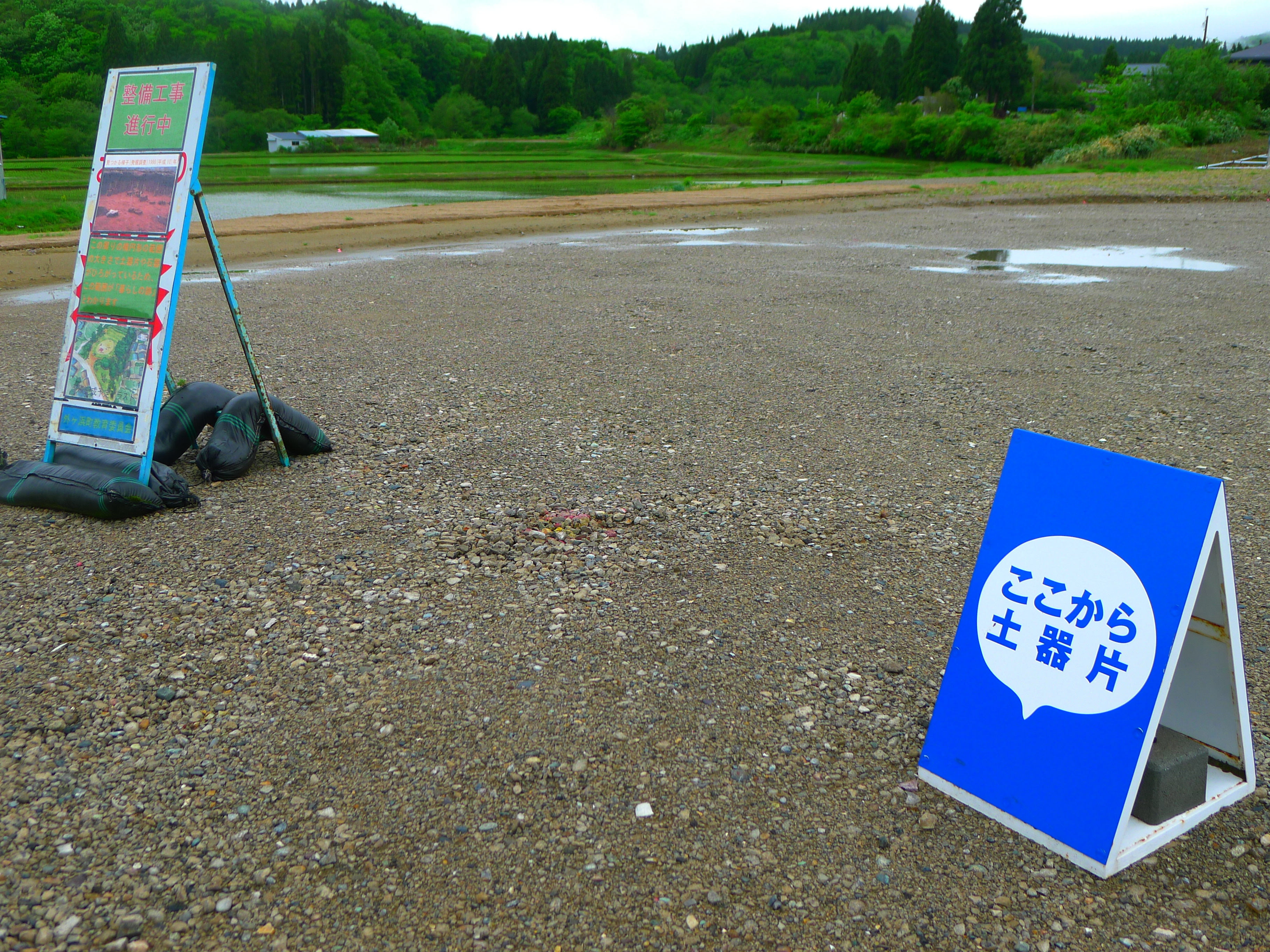
土器出土地点
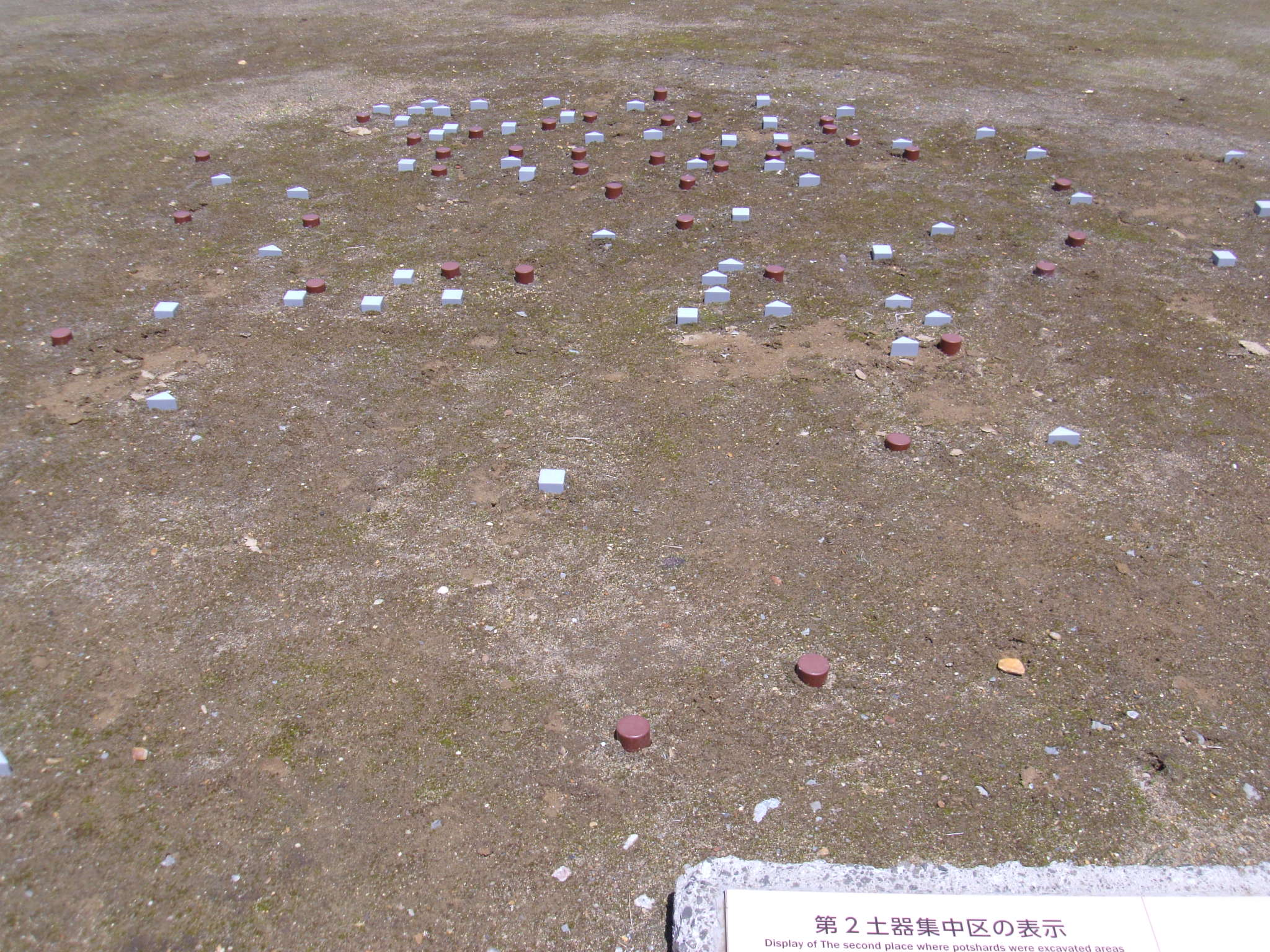
土器出状況再現展示
出土した土器
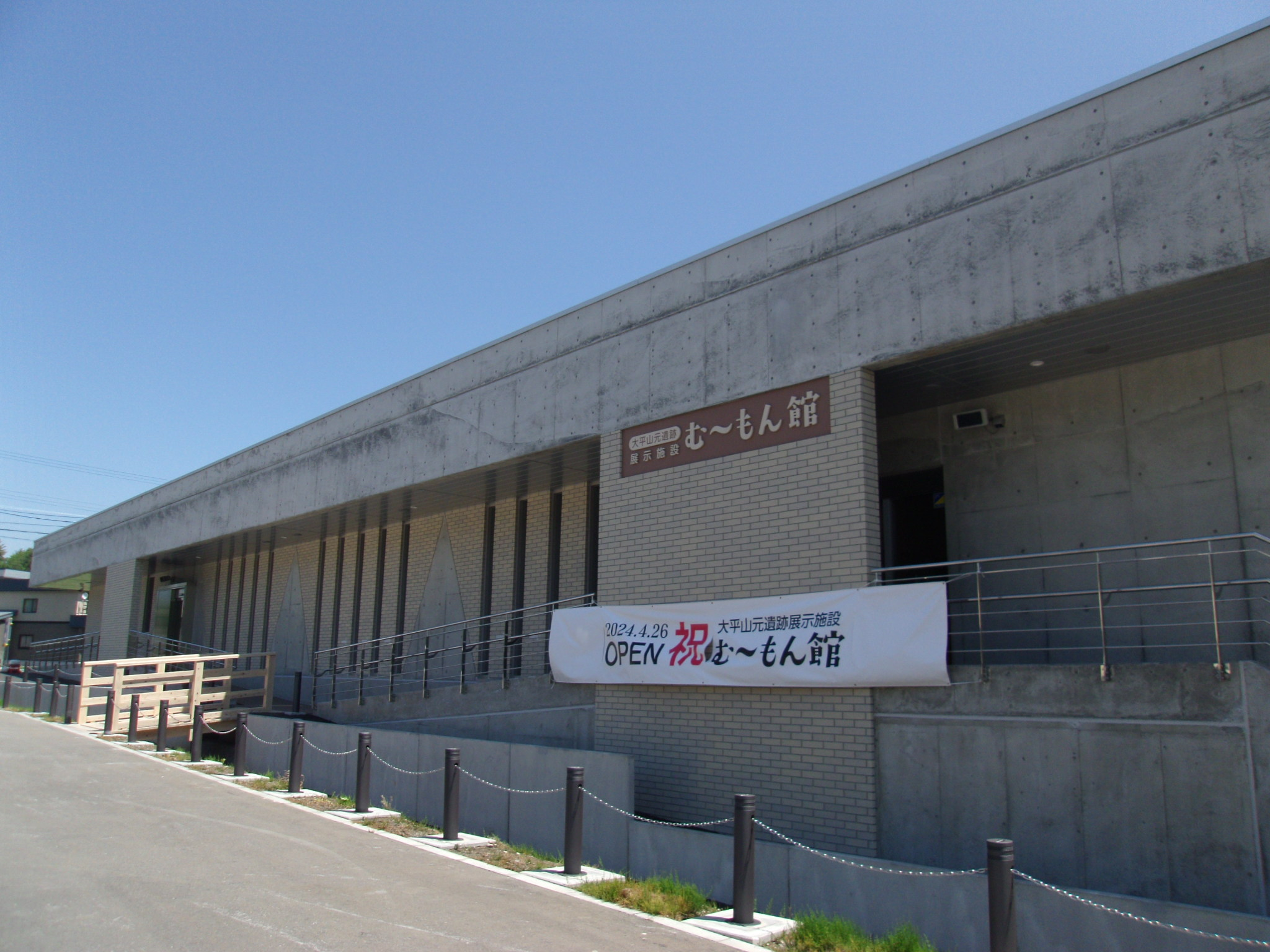
ガイダンス施設のむ～もん館